# Lincoln Park (Nova Jersey)
Lincoln Park és una població dels Estats Units a l'estat de Nova Jersey. Segons el cens del 2007 tenia 10.703 habitants.

## Demografia
Segons el cens del 2000, Lincoln Park tenia 10.930 habitants, 4.026 habitatges, i 2.705 famílies. La densitat de població era de 627,1 habitants/km².
Dels 4.026 habitatges en un 29,3% hi vivien nens de menys de 18 anys, en un 55,2% hi vivien parelles casades, en un 9,2% dones solteres, i en un 32,8% no eren unitats familiars. En el 26,6% dels habitatges hi vivien persones soles el 6,9% de les quals corresponia a persones de 65 anys o més que vivien soles. El nombre mitjà de persones vivint en cada habitatge era de 2,54 i el nombre mitjà de persones que vivien en cada família era de 3,14.
Per edats la població es repartia de la següent manera: un 20,3% tenia menys de 18 anys, un 5,8% entre 18 i 24, un 33,7% entre 25 i 44, un 25,4% de 45 a 60 i un 14,8% 65 anys o més.
L'edat mediana era de 40 anys. Per cada 100 dones de 18 o més anys hi havia 87,8 homes.
La renda mediana per habitatge era de 69.050 $ i la renda mediana per família de 77.307 $. Els homes tenien una renda mediana de 51.651 $ mentre que les dones 36.292 $. La renda per capita de la població era de 30.389 $. Aproximadament l'1,9% de les famílies i el 2,8% de la població estaven per davall del llindar de pobresa.

## Poblacions més properes
El següent diagrama mostra les poblacions més properes.